# Hôtel Frugès
Pour les articles homonymes, voir Frugès.
L'hôtel Frugès, anciennement maison Daverne (construite en 1878), est un hôtel particulier acquis par Henry Baronnet-Frugès en 1912, situé dans le quartier Saint-Seurin à Bordeaux. Rapidement, le nouveau propriétaire entreprend des travaux de réhabilitation de la demeure pour en faire une maison « en rupture avec la tradition du bon goût bordelais ». 
Les travaux seront réalisés entre 1912 et 1927, et sont conçus et menés par l'architecte Pierre Ferret. De nombreux artistes et artisans, bordelais et parisiens, y participent tels que Gaston Schnegg, Robert Wlérick, Jean Dupas, René Buthaud, Jean Dunand, Lucien Cazieux, Edgar Brandt, René Lalique, Émile Brunet... Ainsi, l'hôtel particulier reflète « l'excellente des techniques artistiques et des savoir-faire français du début du XXe siècle», et les goûts éclectiques de Henry Frugès. Cette œuvre unique est une synthèse des styles Art nouveau et Art déco.
La maison, y compris le jardin et son décor sont classé au titre des monuments historiques par un arrêté du 2 octobre 1992.

## Origine

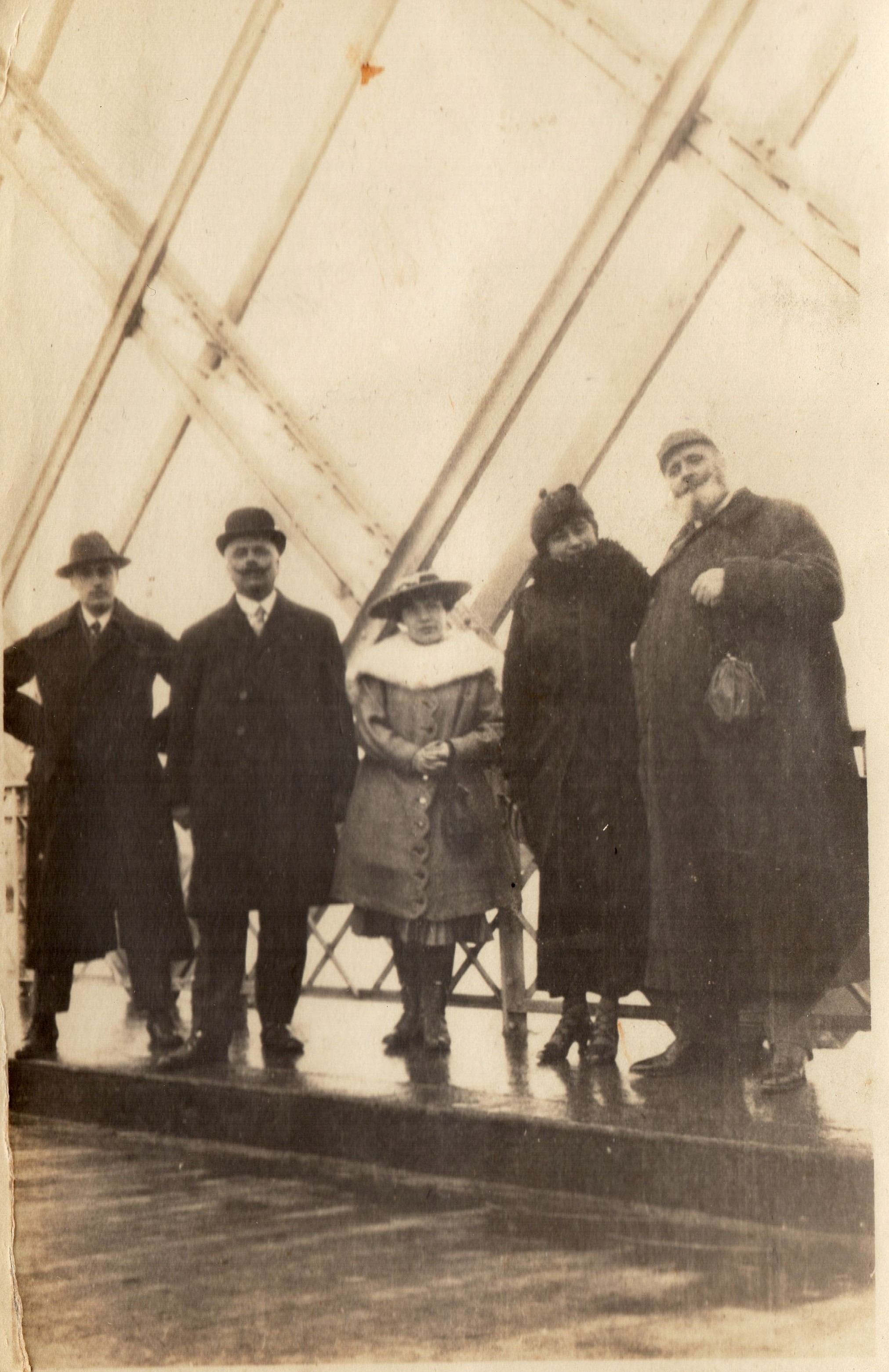
Sur la droite, Henry Frugès à l'époque de la construction de son Hôtel (archives familiales d'Émile Dussaut / Fred Larroque).

Henry Baronnet-Frugès (1879-1974), le maître d'ouvrage de l'opération, est un industriel sucrier possédant quatre usines près de Bordeaux, un peintre amateur et un passionné d'art. En 1912, sa femme et lui rachètent l'ancien hôtel Davergne, situé 63 allée Damour (aujourd'hui place des Martyrs-de-la-Résistance) dans le quartier Saint-Seurin, pour en faire leur demeure principale. Cette maison intéresse Henry Frugès pour son emplacement, mais est bien trop aux antipodes de ses goûts artistiques. En effet, épris du Moyen Âge et de l'Orient, il souhaite en faire un modèle de modernité. Ainsi, Frugès décide de le rénover en totalité et d'en faire un exemple de l'architecture contemporaine. Pour ce faire, il fait appel à un jeune architecte de l'époque, Pierre Ferret, dont les idées font échos avec celles de Henry Frugès. L'architecte s'inscrit dans la modernité et non dans le pastiche de l'ancien. Mais son objectif dépasse l'ordre esthétique : il ambitionne de réaliser une œuvre représentative de l'excellence artistique et architecturale française, et souhaite en faire une « maison-musée ».

## Description

### Les étapes de la construction

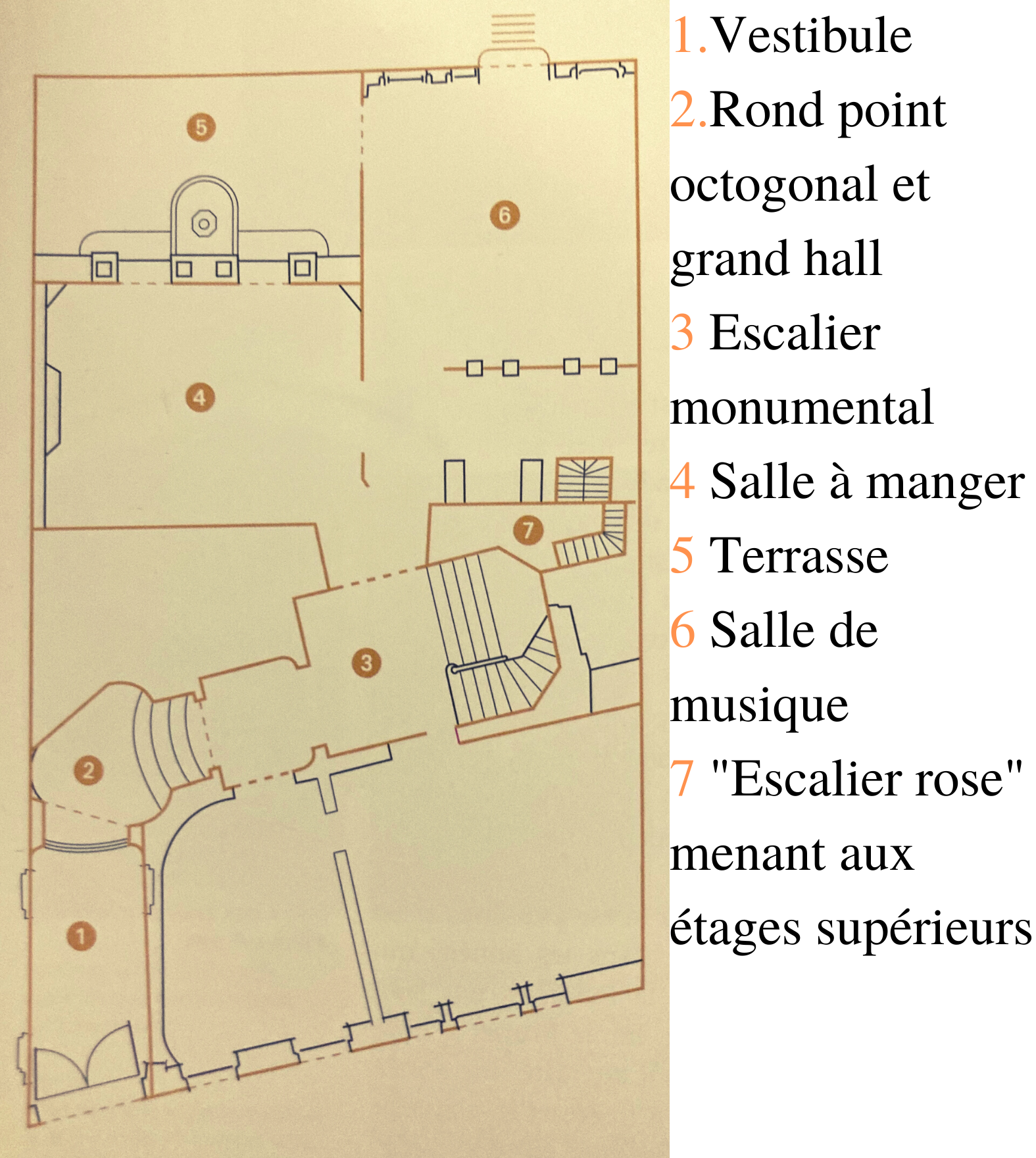
Plan du rez-de-chaussée de la maison Frugès

Après la signature de l'achat de l'immeuble, le 13 novembre 1912, Pierre Ferret réalise les nouveaux plans intérieurs et ceux de la façade. Les travaux commencent en avril 1913 avec l'entreprise Doucet Lambaye & Cie. Les travaux sont interrompus au début de la Première Guerre mondiale et reprennent en 1916. Pendant l'été 1918 Henry Frugès et sa famille s'installent dans leur nouvelle résidence bordelaise. La décoration de la demeure se poursuit jusqu'en 1927.
Les travaux ont modifié considérablement l'aspect de la maison Daverne, à tel point qu'elle est méconnaissable. En effet, le nouveau plan entraine des modifications intérieures totales, et par conséquent l'aspect extérieur n'a plus rien à voir.

### Le vestibule
Pour l'entrée de cette demeure, Pierre Ferret a utilisé de la brique rose et de la pierre blanche. En haut des murs, on retrouve une frise sculptée par Edmond Tuffet, représentant le motif d'une algue, la lamina sucrée, qui est un clin d'œil au métier de Henry Frugès. Au-dessus se déploie la voûte en arc brisé aplati. La pierre blanche forme des doubleaux au niveau de la voûte. L'architecte et Henry Frugès ont fait le choix d'installer une porte transparente parcourue de ferronnerie d'Edgar Brandt pour laisser rentrer la lumière dans l'entrée. Le rond-point octogonal permet d'articuler le plain-pied du vestibule et la surélévation de l'appartement en sous-sol. Cela permet d'aérer l'espace et d'éviter trop d'escaliers. Cela permet également de mettre en valeur la porte donnant sur le hall, transparente également et de faire circuler la lumière. Ferret fait le choix esthétique d'inverser l'appareil architectural que l'on avait dans le vestibule ; dans le rond-point la pierre blanche domine.

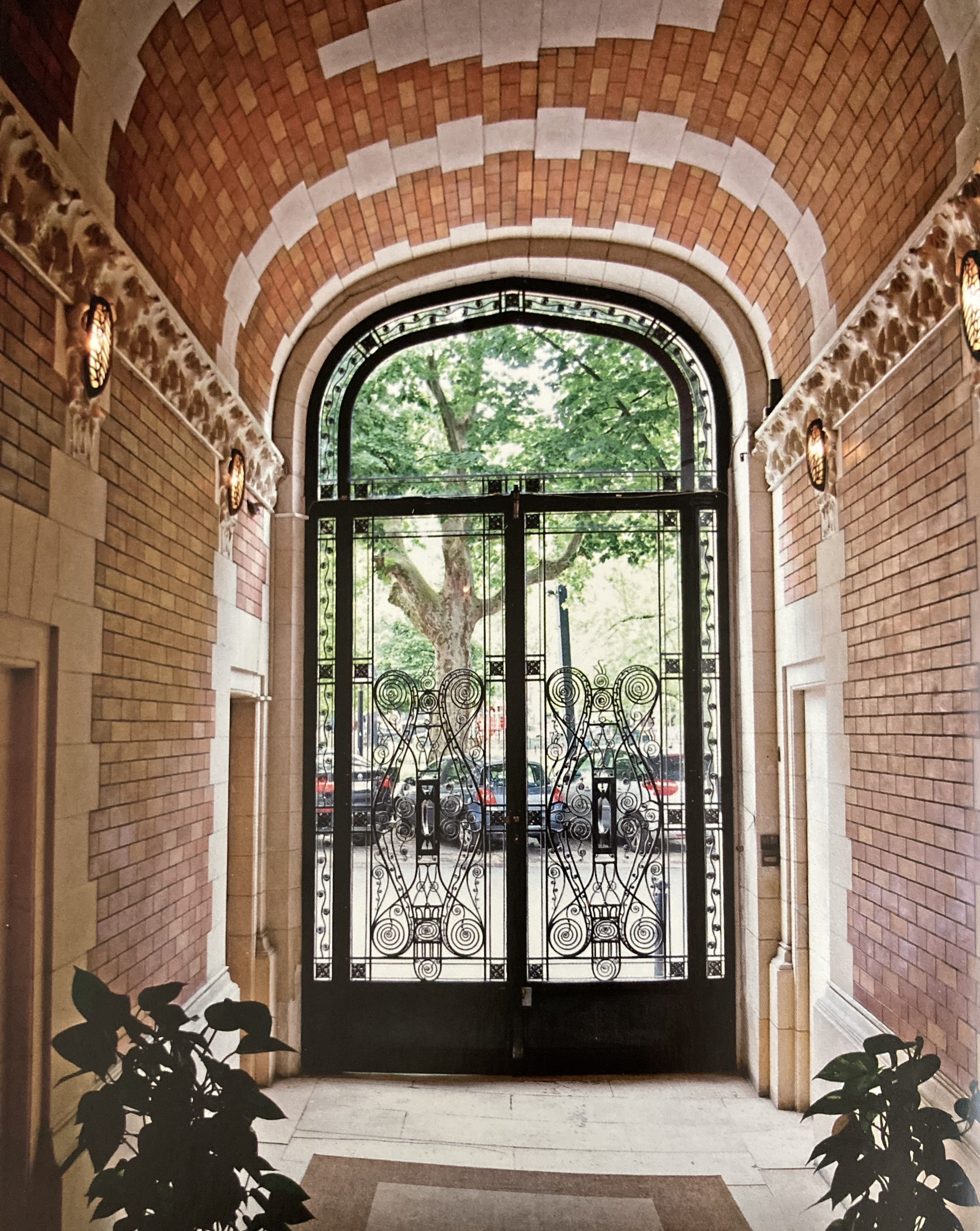
Vestibule vu de l'intérieur
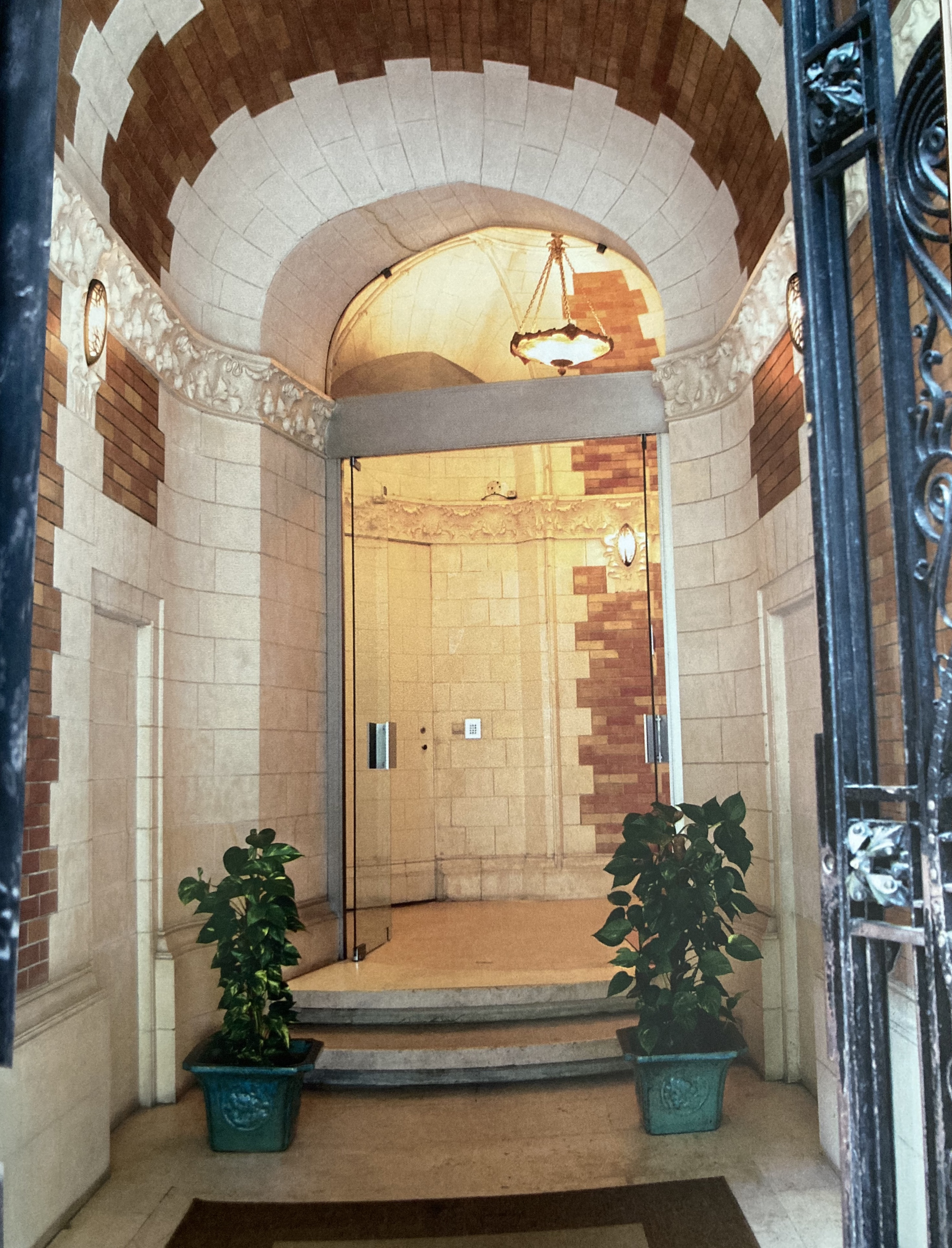
Vestibule vu de la porte d'entrée
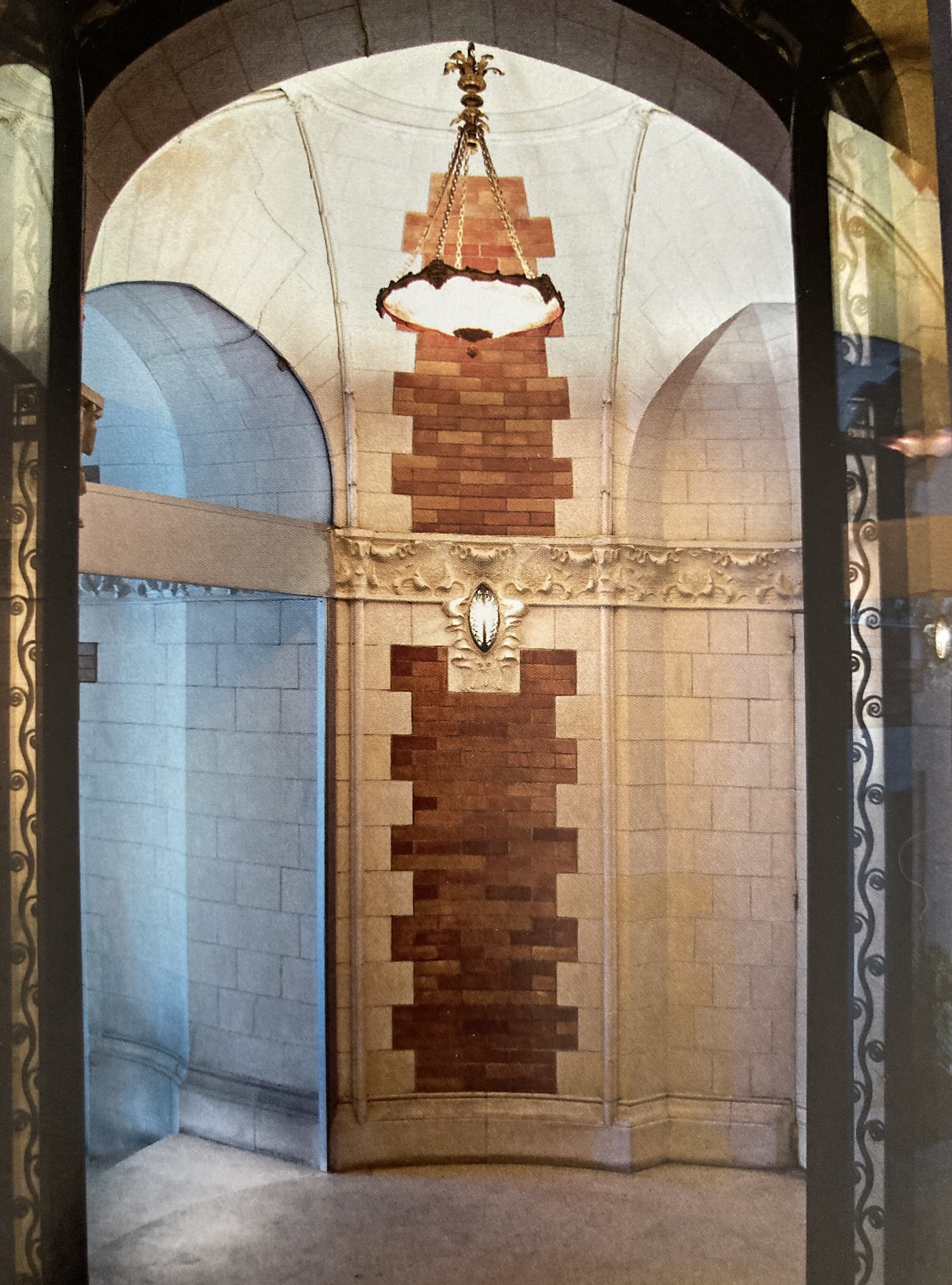
Rond-point octogonal

### Le hall
Le hall retranscrit le goût de Henry Frugès pour l'Orient et ses tapis. Au sol, on retrouve une mosaïque composée par Lucien Cazieux. Le dessin représente des formes de fleurs, et des feuillages. Les couleurs utilisées sont le brun, le doré, le pourpre, le bleu, le vert et le blanc. Les tesselles sont soit en verre de Venise, soit en céramique. L'escalier menant aux étages supérieurs est composé de trois volées et d'une rampe en fer battu et de bronze patiné et doré confectionnée par Edgar Brandt. Cette dernière est ponctuée de cinq pylônes ajourés rythmant la balustrade décorée elle aussi de motifs d'algues. Des tentacules de poulpe grimpent jusqu'à hauteur de main. On peut voir qu'une frise en céramique parcourt les murs, représentant encore une fois le motif de l'algue. La thématique aquatique est dominante dans cette entrée. L'ensemble est surplombé d'une verrière qui laisse entrevoir son armature de fer. Elle repose sur quatre consoles et se compose de deux doubleaux entre lesquels se développe un berceau aplati. En son centre, une rosace maintenait un lustre aujourd'hui disparu. Les décorations de lignes, volutes, rosaces qui arpentent l'ensemble de la verrière permettent également de la soutenir.

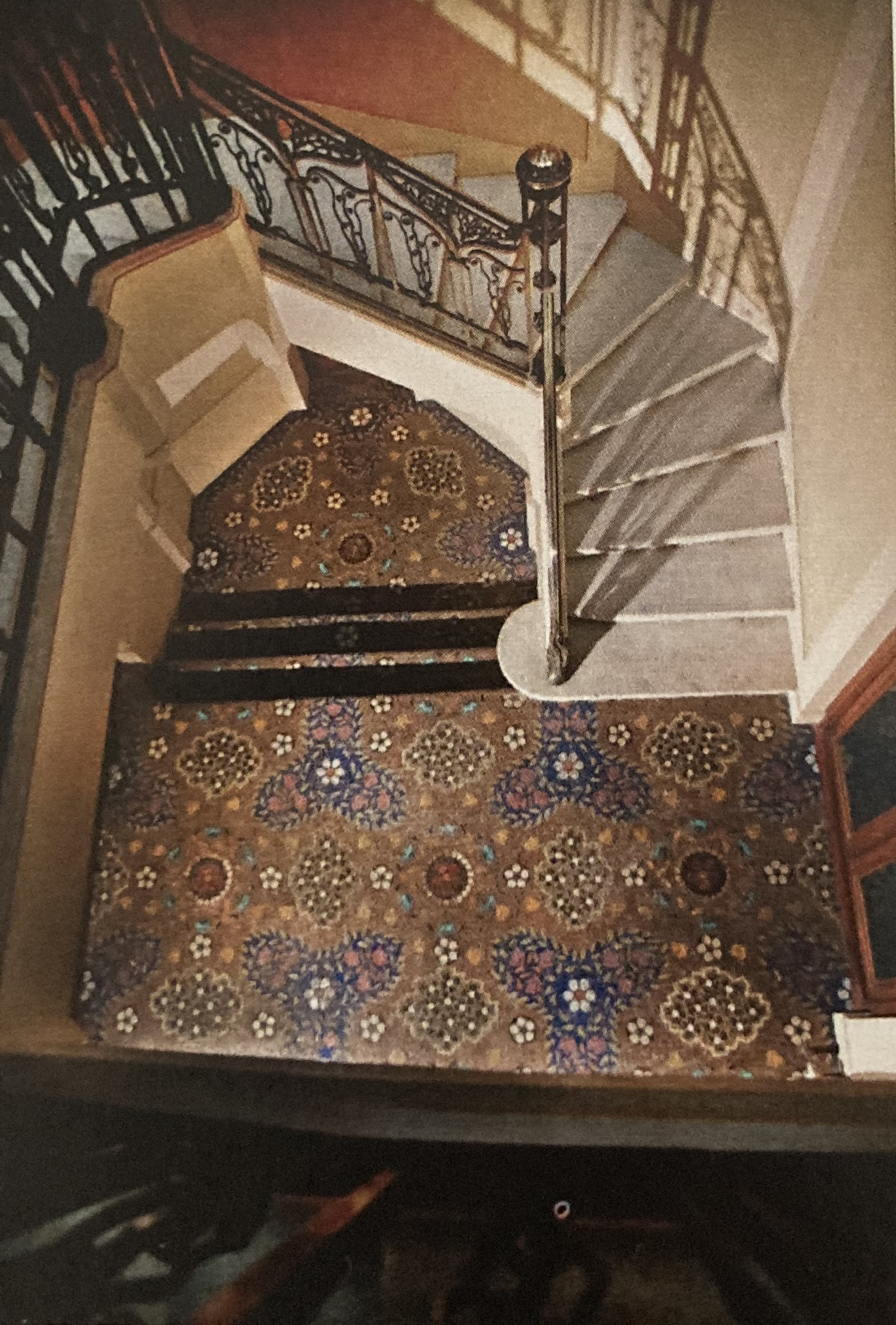
Hall d'entrée sol et escalier
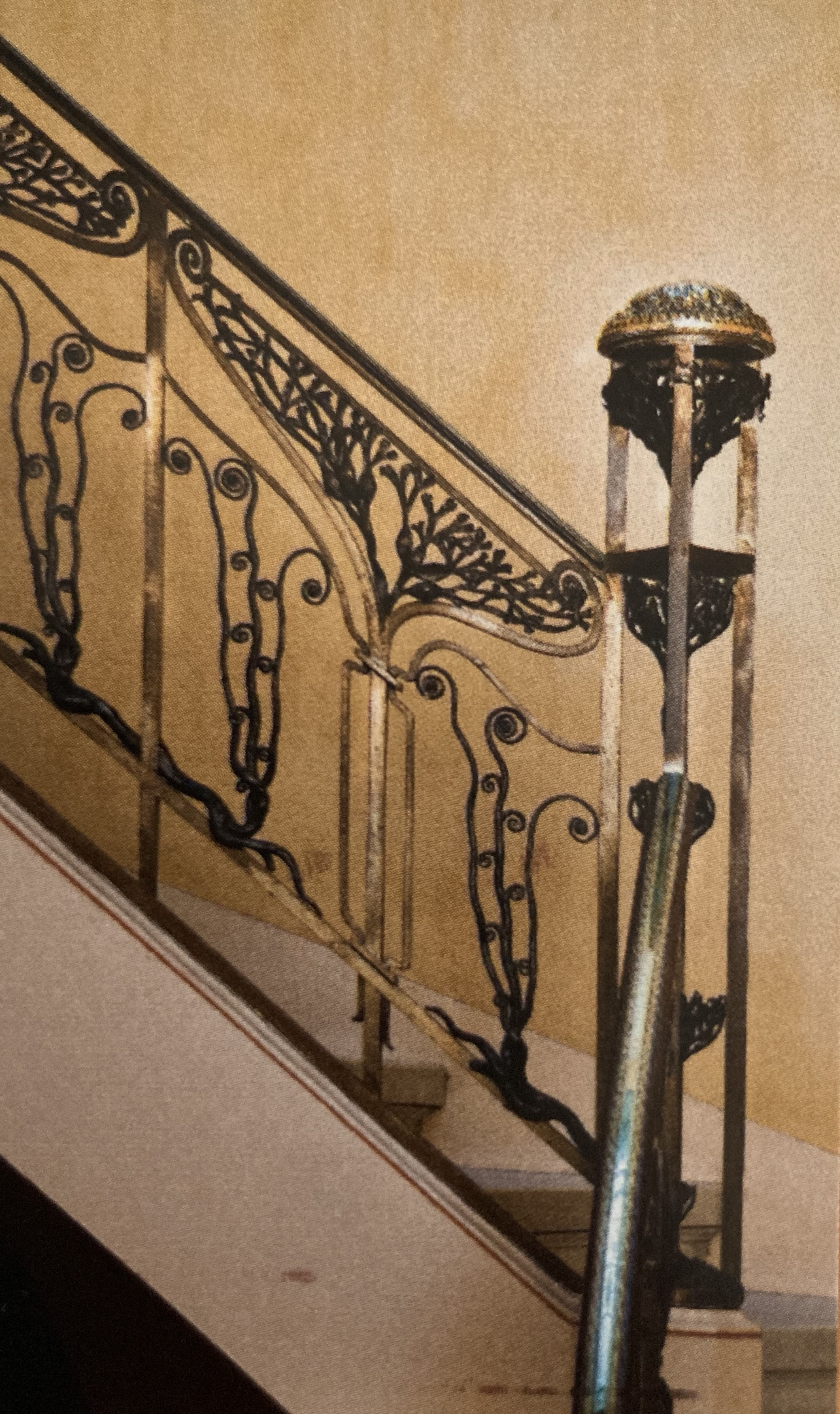
Escalier du hall
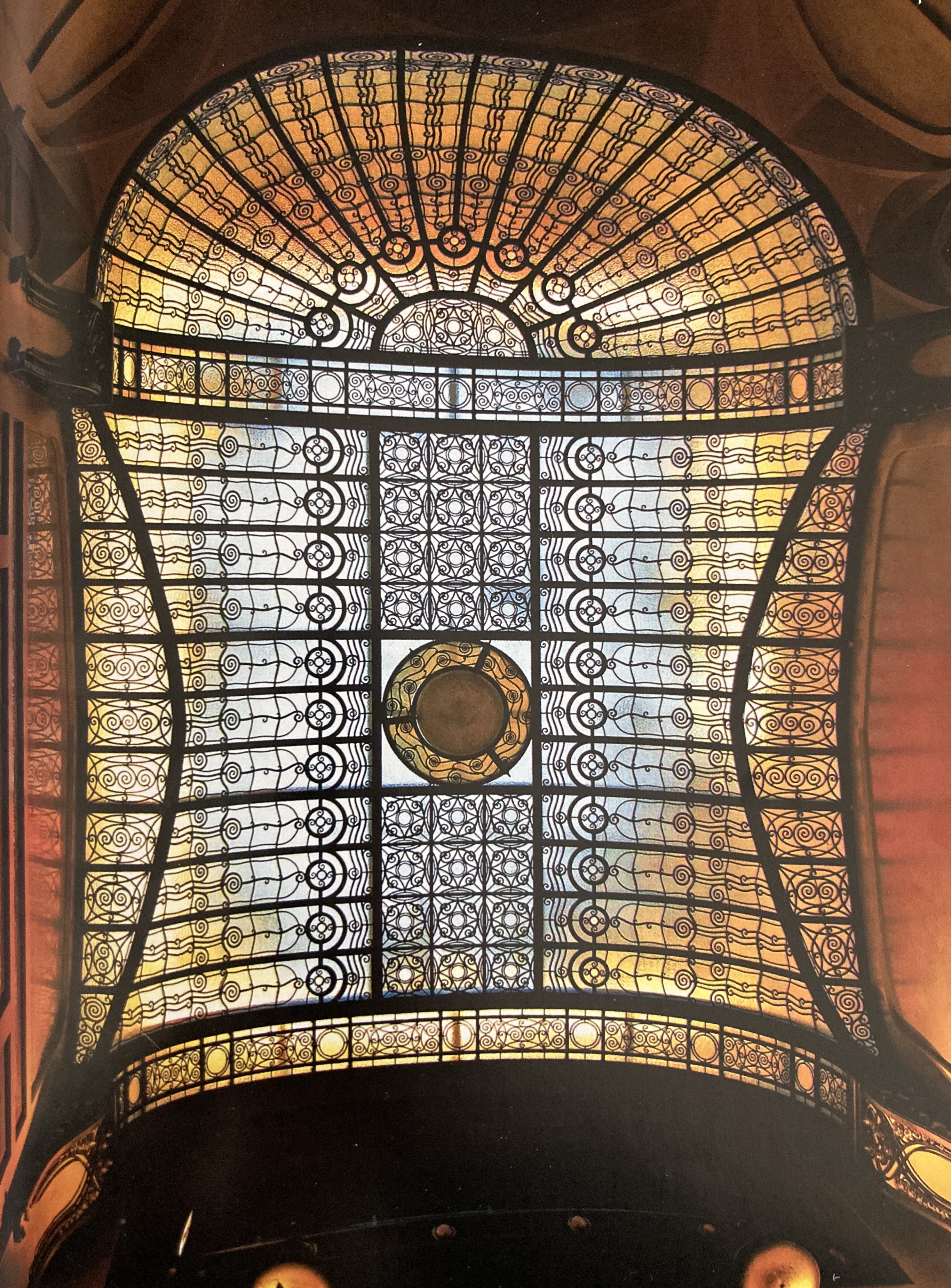
Verrière du hall
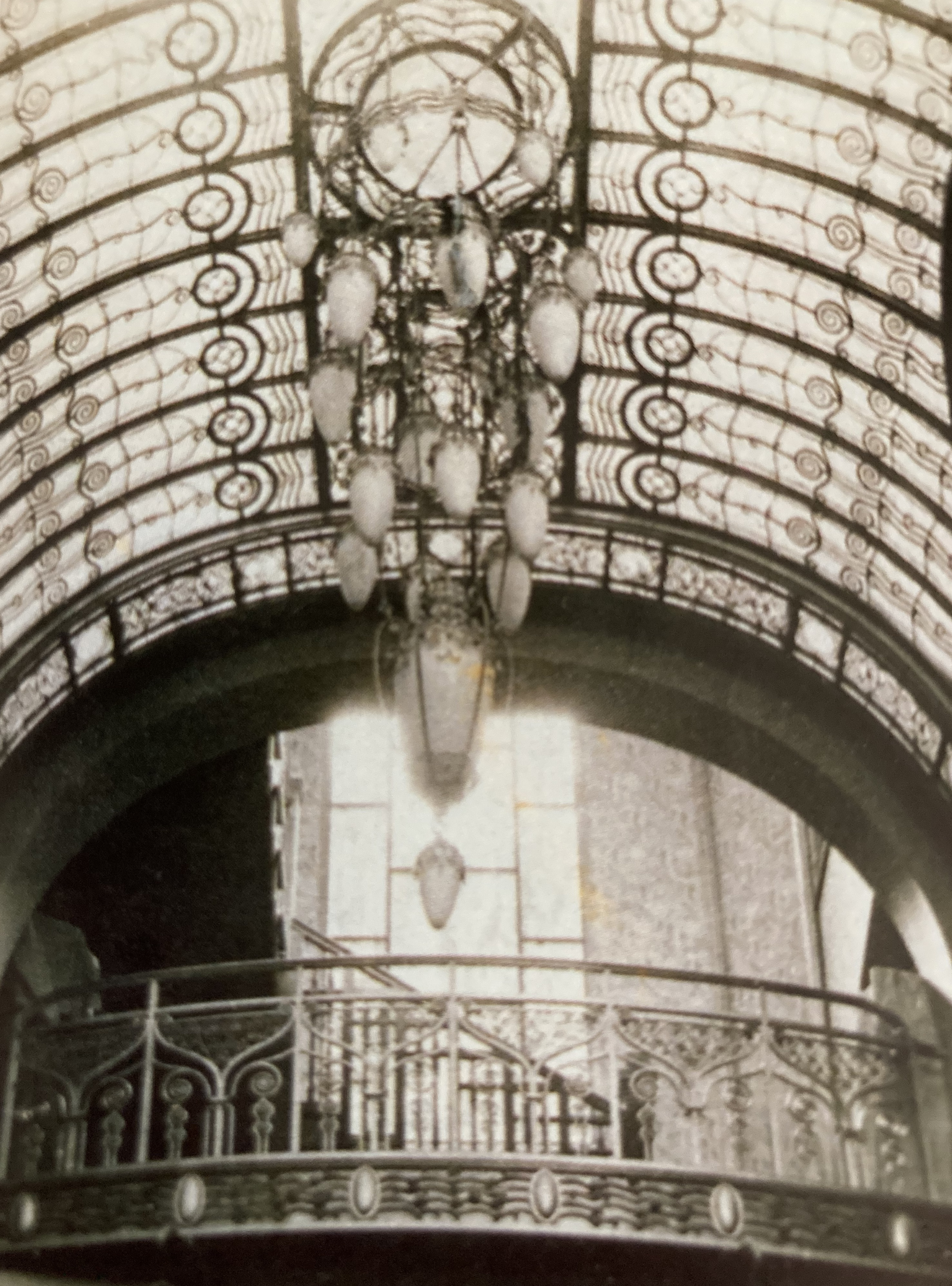
Verrière du hall (état ancien)

### La salle à manger et la terrasse

#### La salle à manger
C'est une salle rectangulaire dotée de deux portes afin de communiquer avec le salon. Sur l'un des pans de murs, il y a trois baies donnant sur la terrasse. On retrouve au plafond l'arc aplati avec des caissons rectangulaires. Cette salle à manger est surtout composée de boiseries, notamment avec le parquet. C'est une pièce ornée de décors sculptés par Edmond Tuffet : raisins et feuilles de vigne ; et de décors peints, notamment avec une représentation du port de Bordeaux au XVIIe siècle par Pierre-Louis Cazaubon, intitulé La Fête des Vendanges, et au plafond des motifs de raisins et feuilles de vigne, thématique dominante de cette salle à manger.

#### La terrasse
Sur la terrasse, de forme rectangulaire, une fontaine trône au centre, composée de mosaïques blanche, bleue, jaune et or surplombée d'une sculpture féminine nue intitulée La Source de Robert Wlérick. Les arcs brisés des fenêtres reposent sur des piliers minces dont les chapiteaux sont rehaussés d'un contour en mosaïque d'or. Quant aux arcs, ils sont soulignés par une frise sculptée de végétaux.

#### La grande chambre
Elle se situe au premier étage et ouvre en façade sur les allées Damour. Elle est composée de murs de lambris, et le mobilier est intégré dedans. Chaque meuble important est encadré par des panneaux sculptés. Les boiseries ont été confiées à la maison Pruilh, avec la contribution d'Edmond Tuffet pour les sculptures et moulures. On retrouve également du décor peint confié à Émile Brunet : Songes et Lever du jour.

### La salle de bain
La salle de bain est entièrement recouverte de mosaïque en pâte de verre, dans une couleur dominante qui est le turquoise. Le lavabo et la coiffeuse sont intégrés dans de petites niches à pans coupés, et la baignoire dans une plus grande. Les contours de celle-ci sont représentés en arcs brisés dans une couleur or. On retrouve également une frise de fleurs.

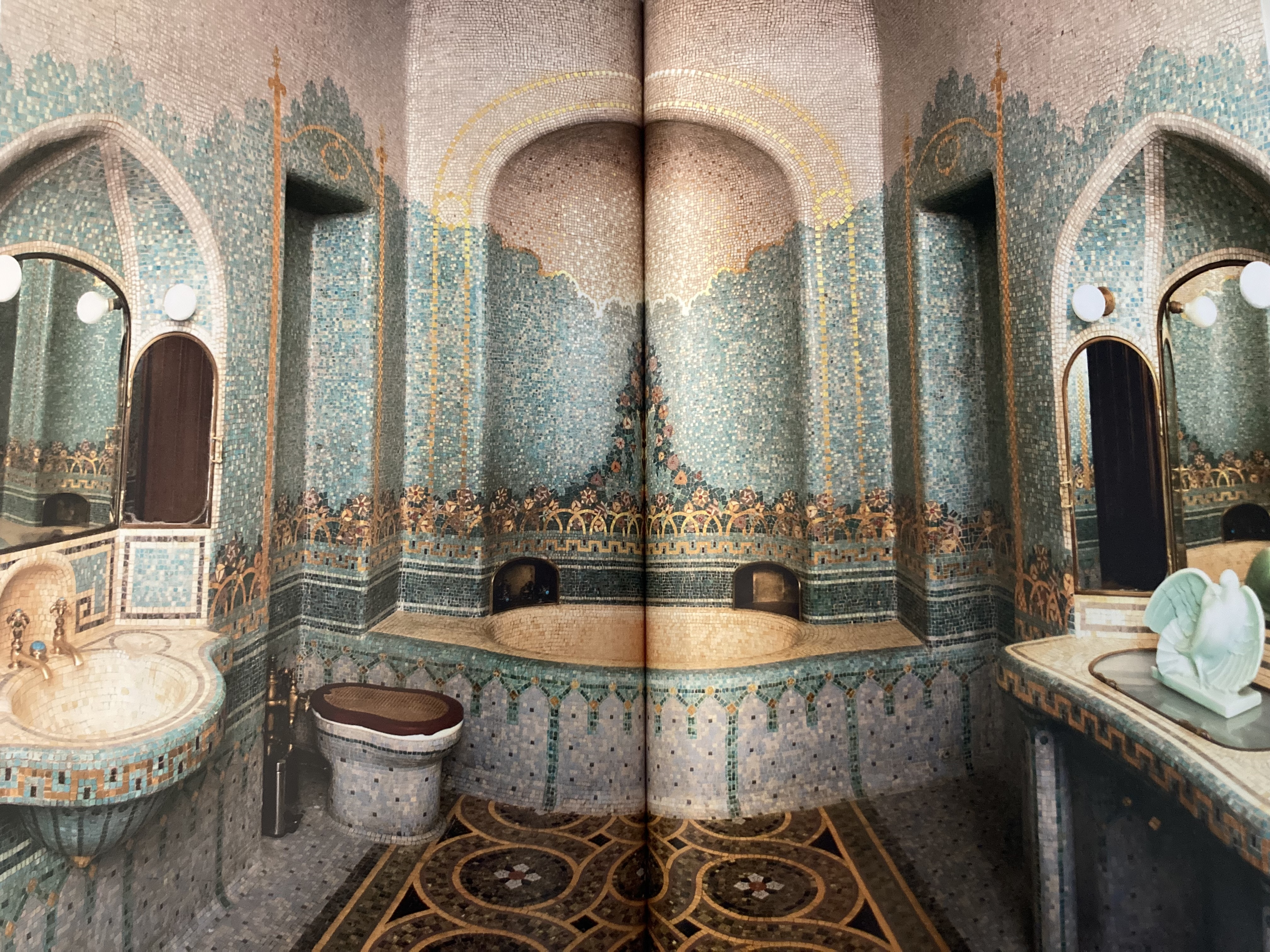
Salle de bain de l'hôtel Frugès
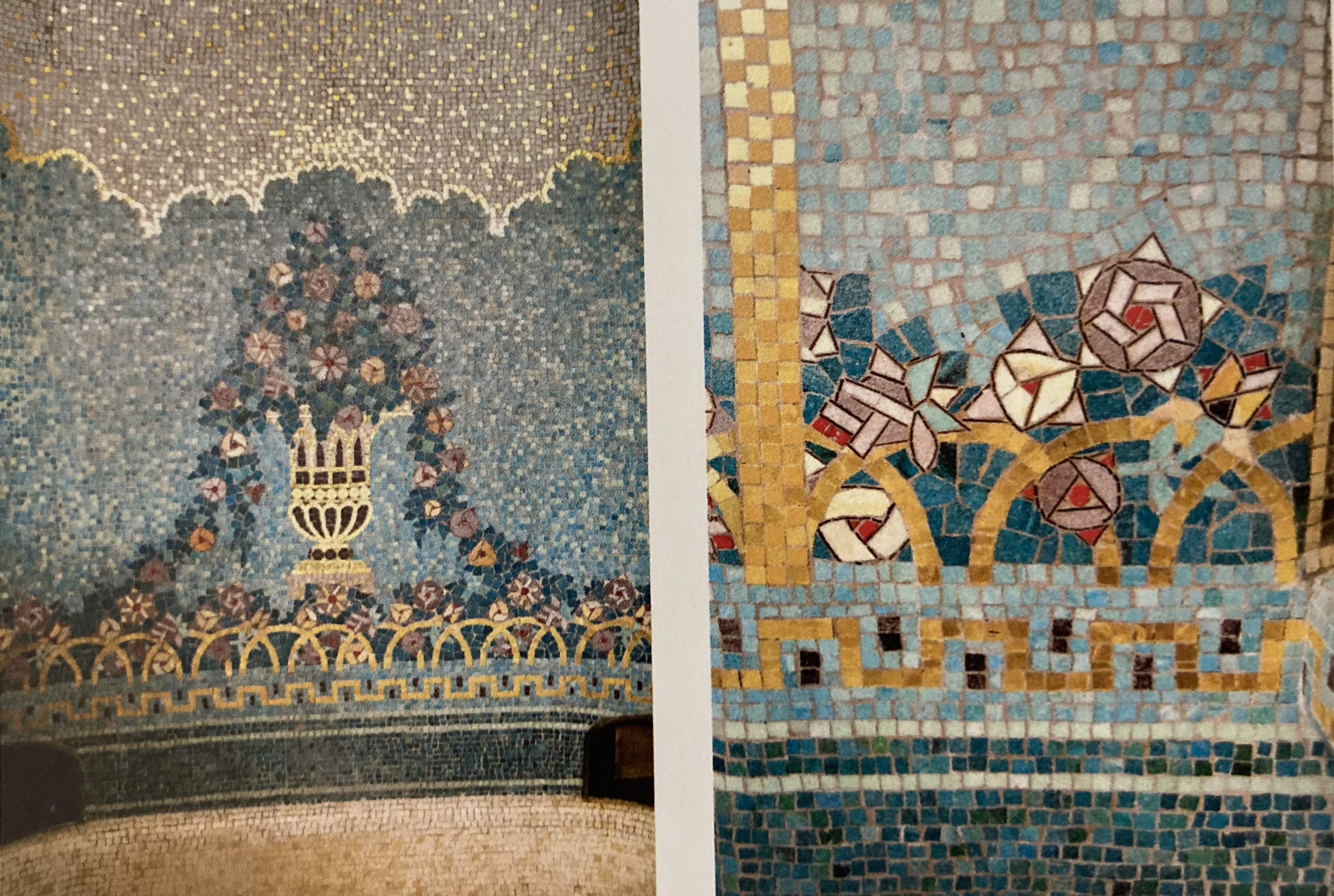
Détails de la salle de bain

### La loggia
La partie haute de l'immeuble est animée par une loggia composée de colonnes jumelées à chapiteau ornés de feuilles de vigne et de raisins. Au plafond, avec des motifs caissons en céramique blanche. Enfin, sur les murs, il y a des panneaux de grès représentant des jarres, des grappes de raisin et des feuilles de vigne.

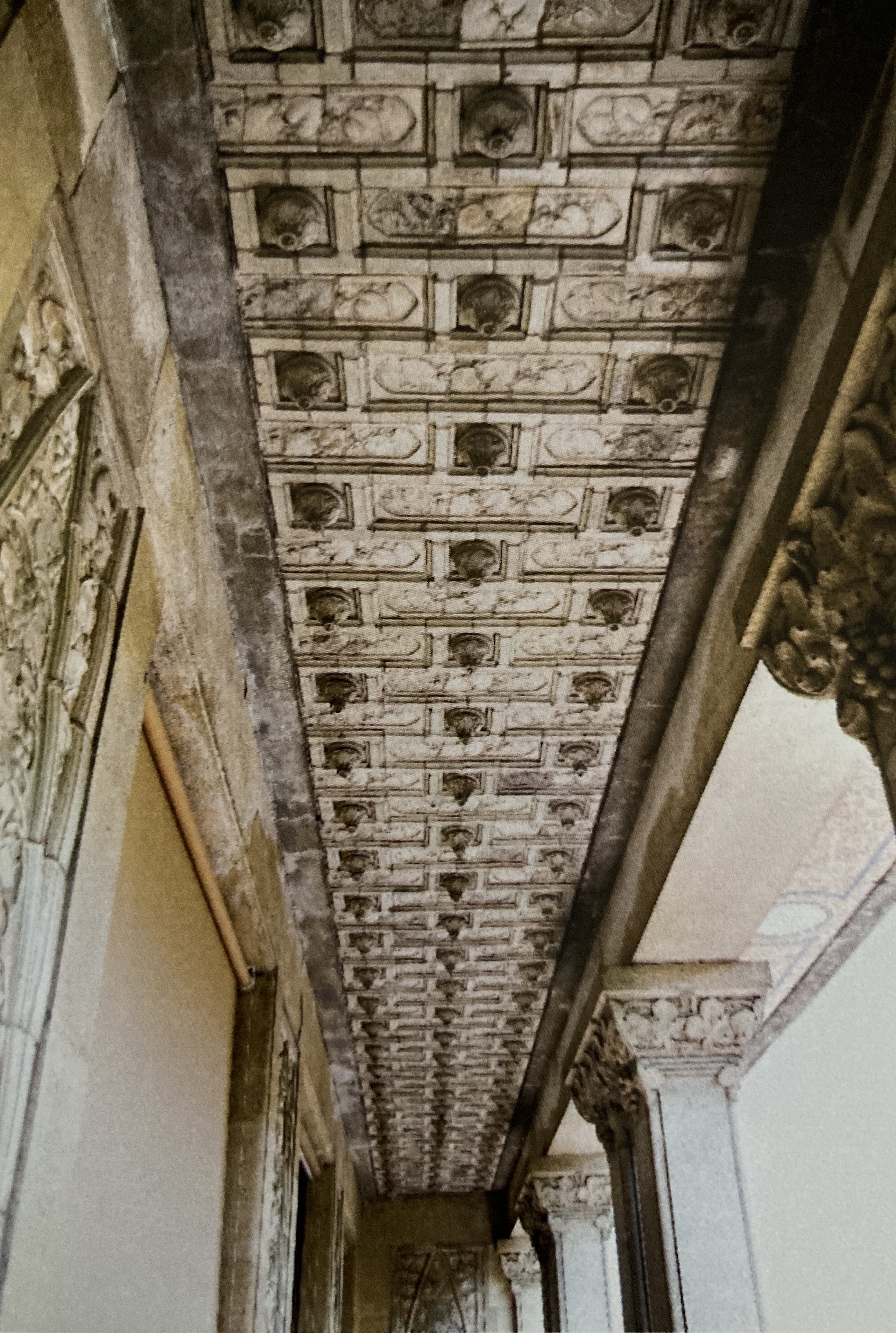
Loggia de l'hôtel Frugès
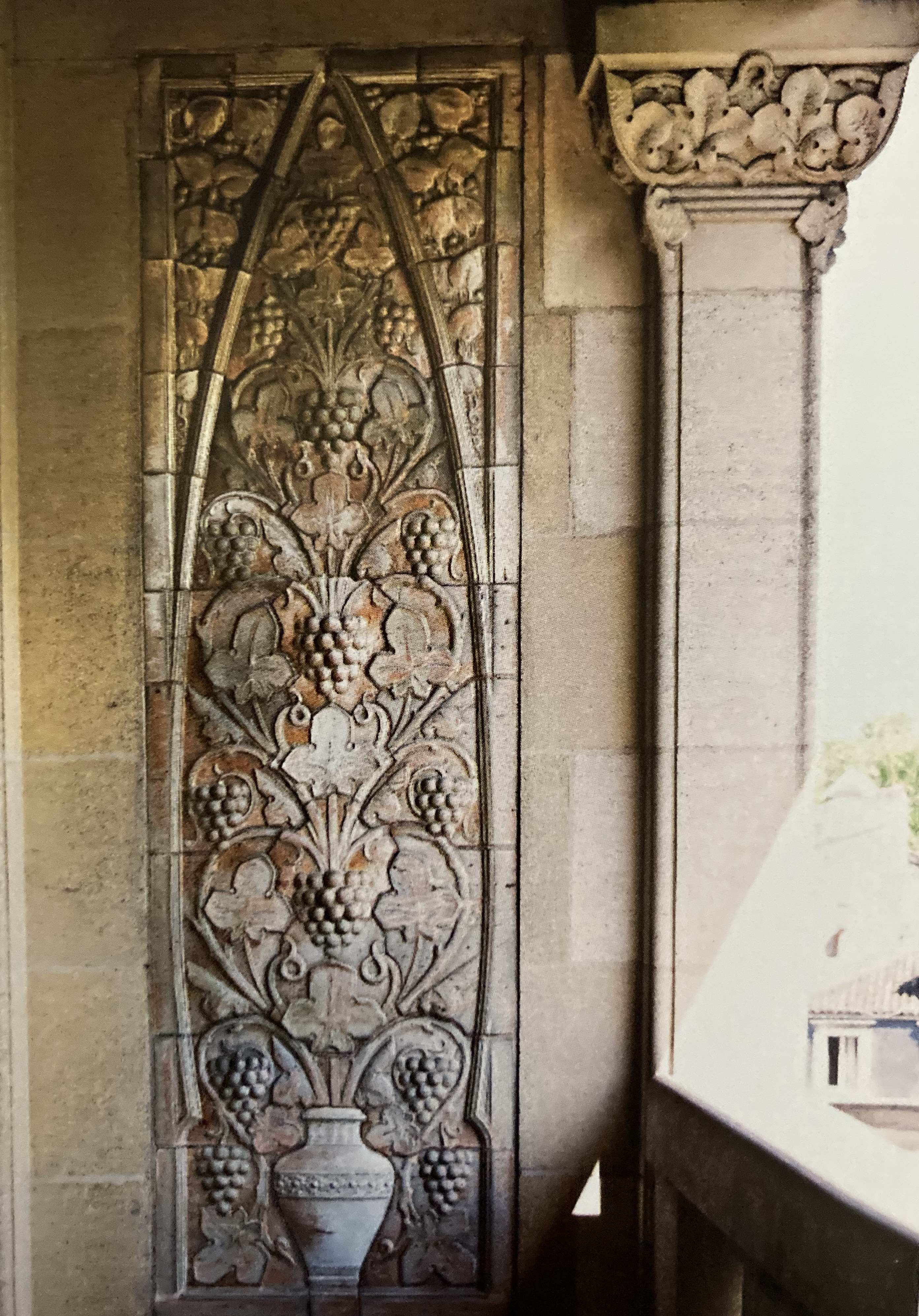
Détails de la loggia

### La façade
La façade est scindée à chaque niveau par une corniche en pierre blanche : le sous-sol et le rez-de-chaussée, le premier étage avec les chambres, le deuxième étage avec la loggia. Certains éléments viennent animer cette façade, notamment le bow-window de la grande chambre mis en valeur par une corniche et un garde-corps. Au dernier étage, une rotonde vient s'appuyer sur la loggia, couverte par un dôme circulaire, et celle-ci dominait l'immeuble. Sa coupole est entièrement décorée de mosaïques, représentant une rosace centrale et des motifs de roses. On trouve également une frise sculptée en bas relief en terre cuite de Gaston Schnegg représentant l'Éducation physique. 
C'est une façade richement décorée, avec des ferronneries signées Edgar Brandt, et de nombreuses sculptures reprenant la thématique du vignoble d'Edmond Tuffet.

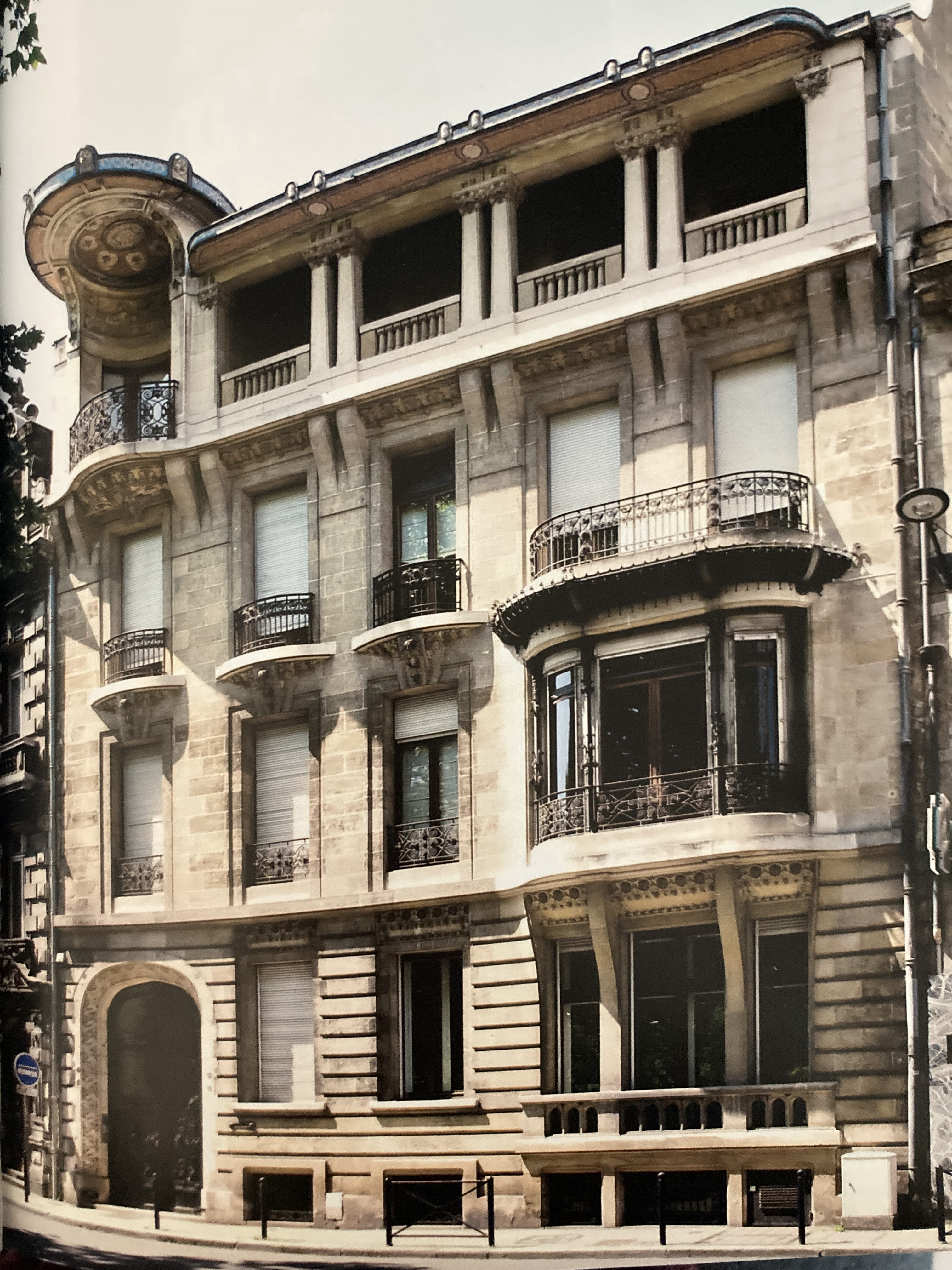
Façade sur rue
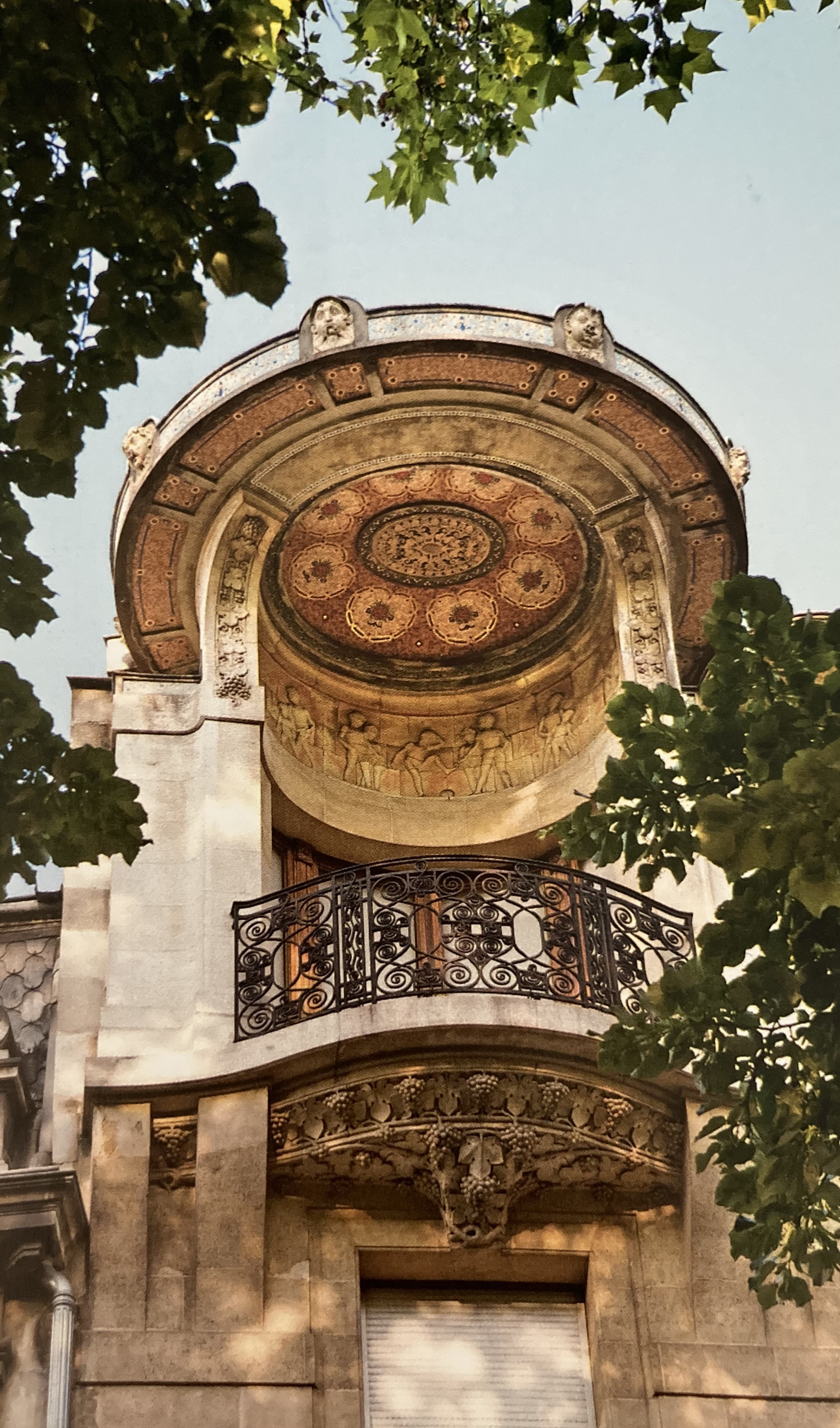
Rotonde de l'hôtel
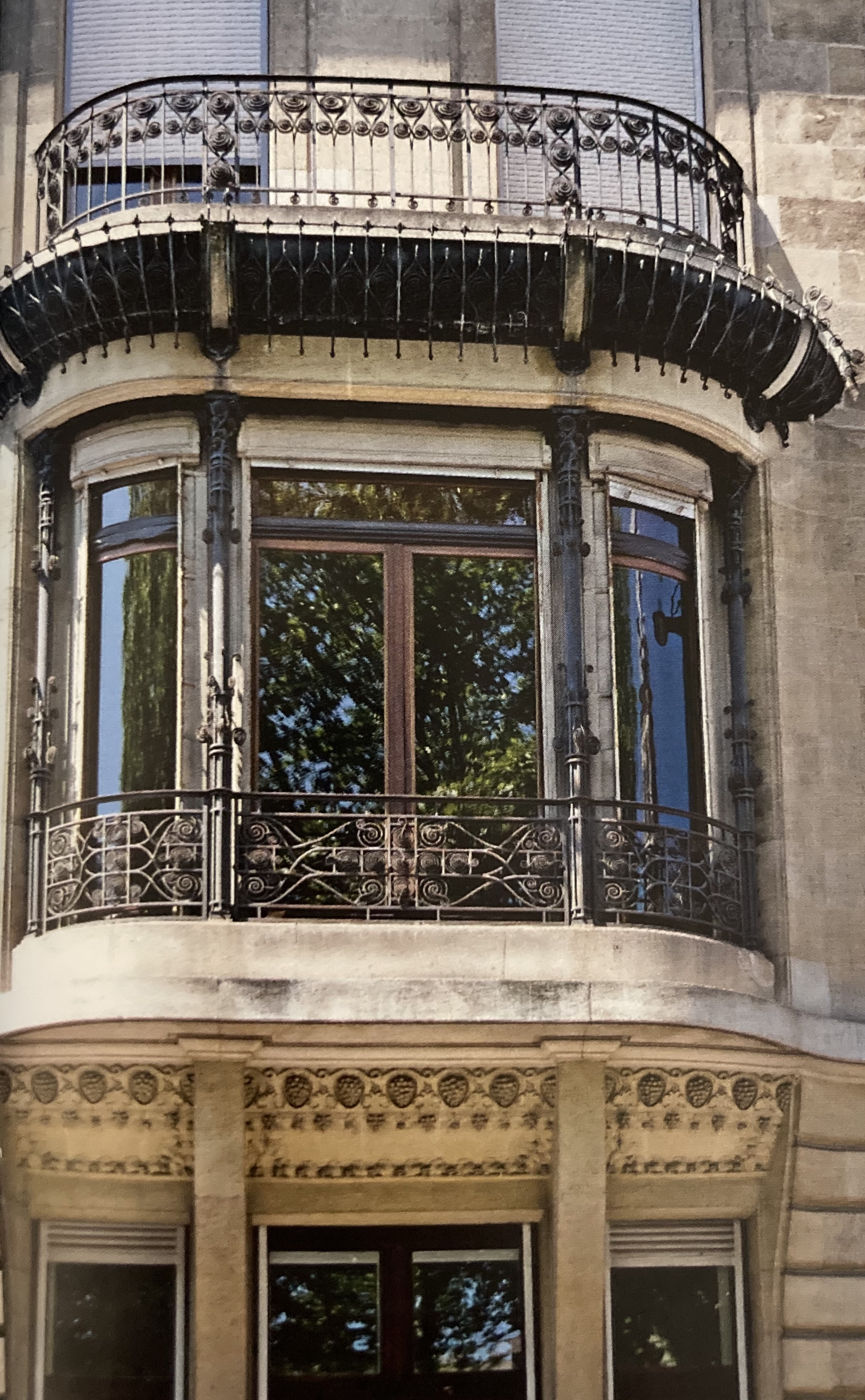
Bow-window